# Мікротермометр
Мікротермометр (водний) — прилад для точного вимірювання температури води у водоймах, що використовується на гідрологічних станціях та постах як додатковий гідрометричний прилад. Має конструктивну основу водного термометра. Одним з різновидів цього прилада є мікроелектротермометр.

## Використання
Цей прилад має типову шкалу з поділками через 0,1°, що дає можливість виміряти температуру води з точністю 0,01° у межах від −0,8 до 1,2°. При вимірювання температури води мікротермометр закріплюють в оправу від водного термометра і втримують у воді не менш як 5 хвилин.

## Мікроелектротермометр
Мікроелектротермометр ГР-51 використовують для вимірювання температури води на глибинах до 10 метрів у межах температур від −0,2 до 1,6°. Точність вимірювання 0,01°.